# Víktor Yevsiukov
Viktor Yevsyukov (Donetsk, Unión Soviética, 6 de octubre de 1956) fue un atleta soviético, especializado en la prueba de lanzamiento de jabalina en la que llegó a ser subcampeón mundial en 1987.

## Carrera deportiva
En el Mundial de Roma 1987 ganó la medalla de plata en lanzamiento de jabalina, alcanzando los 82.52 metros, tras el suizo Seppo Räty y por delante del checoslovaco Jan Zelezny.